# LIRC
LIRC (Linux Infrared Remote Control) – otwarte oprogramowanie, pozwalające na odbieranie oraz wysyłanie sygnałów podczerwieni w systemie operacyjnym Linux. Ściślej mówiąc, LIRC jest modułem kernela, który musi zostać skompilowany oddzielnie, by mógł pracować z istniejącym kernelem Linuksa.
Istnieje odpowiednik dla systemu operacyjnego Microsoft Windows, zwany WinLIRC.
Wraz z LIRC oraz odbiornikiem podczerwieni, można kontrolować komputer niemal dowolnym pilotem podczerwieni (na przykład pilotem od telewizora). Można dla przykładu kontrolować odtwarzanie DVD lub muzyki.

## Przykładowy odbiornik
Schemat prostego odbiornika współpracującego z LIRC:
Lista elementów:
- IC 1 - regulator napięcia 5V 78L05
- IC 2 - odbiornik podczerwieni TSOP1738
- D 1 - dioda 1N4148
- C 1 - kondensator elektrolityczny 4.7uF
- R 1 - rezystor 4.7K
- oraz wtyczka DE-9 do portu RS-232